# Chester (Vermont)
Pour les articles homonymes, voir Chester.
La ville de Chester est située dans le comté de Windsor, dans l’État du Vermont, aux États-Unis. Lors du recensement de 2010, elle comptait 3 154 habitants.
|                   |                   | Springfield (Vermont) |
| Andover (Vermont) | Chester           |                       |
|                   | Grafton (Vermont) |                       |

## Source
- (en) Cet article est partiellement ou en totalité issu de l’article de Wikipédia en anglais intitulé « Chester, Vermont » (voir la liste des auteurs).